# SN 2005cy
SN 2005cy – supernowa typu IIn odkryta 15 lipca 2005 roku w galaktyce UGC 11241. W momencie odkrycia miała maksymalną jasność 17,90m.